# Arbin, Syrien
Arbin (arabiska: عربين, ʿArbīn), även Irbin, är en underdistriktshuvudort i Syrien.   Den ligger i provinsen Rif Dimashq, i den sydvästra delen av landet, 8 kilometer öster om huvudstaden Damaskus. Arbin ligger 688 meter över havet och antalet invånare är 42 474.